# Live a Little
«Live a Little» (с англ. — «Немного пожить») — песня американского кантри-певца и автора-исполнителя Кенни Чесни, вышедшая 14 марта 2011 года в качестве третьего сингла из его 13-го студийного альбома Hemingway’s Whiskey (2010) на лейбле BNA Records. «Live a Little» — песня, написанная Дэвидом Ли Мёрфи и Шейном Минором. В мае 2011 года песня достигла первого места в американском чарте Billboard Hot Country Songs, где лидировала одну неделю.

## История
Чесни сказал Nashville Music Scene, что песня определяет его как личность. Соавтор Дэвид Ли Мёрфи рассказал The Boot, что они просто сидели вместе, и Минор сказал, что у него есть хорошая идея для песни под названием «live a little, love a lot». Они написали песню в конце лета, и Мёрфи сказал, что «у нас были опущены окна, и мы просто пели во всю мощь наших лёгких».

## Отзывы
Песня получила смешанные отзывы музыкальных критиков. Билл Фрисикс-Уоррен из The Washington Post негативно отозвался о песне в своей рецензии на альбом, сказав, что «ничто — даже самокритичный образ Повседневного Джо певца — не может искупить вину».
Карли Джастус из Engine 145 поставила ей «большой палец вниз». По её мнению, пение Чесни звучит «неинтересно», тема песни «слишком похожа на другие его песни», а мелодия «очень похожа» на его сингл 2005 года «Keg in the Closet».
Стюарт Манро из The Boston Globe назвал трек «хорошей песней». Положительная рецензия также поступила от Бобби Пикока из Roughstock, который дал ей четыре звезды из пяти. В его рецензии говорилось, что песня «восхитительно нетороплива» и что Чесни «редко звучит лучше».
Кевин Джон Койн из «Country Universe» поставил песне оценку «C», сказав, что песня начинается с «чистого поп/рок вступления», затем переходит в акустическое кантри, но в итоге «распадается на типичный Чесни: громкий, но не напористый, милый, но не умный, бодрый, но не воодушевляющий».

## Чарты
В мае 2011 года песня достигла первого места в американском чарте Billboard Hot Country Songs, где лидировала одну неделю. Песня стала 20-м чарттоппером Чесни в этом хит-параде кантри-музыки и он 11-й год подряд имеет хиты номер один (впервые он лидировал в 1997 году с хитом «She’s Got It All»). Чесни ежегодно, начиная с 2001 года, занимает хотя бы один раз первое место в списке лучших песен в стиле кантри (в 2007 году он трижды лидировал в чарте). Его 11-летняя серия лидерства в чарте с хотя бы одним титулом «номер один» сравнялась с Тимом Макгроу (1994—2004) и Долли Партон (1977—87), став пятой по продолжительности за всю 67-летнюю историю чарта. Всего четыре исполнителя имеют более продолжительный период ежегодных № 1: Джордж Стрейт — 18 (1983—2000); Ронни Милсап — 16 (1974—89); Alabama — 14 (1980—93); и Лоретта Линн — 12 (1967—78).
| Чарт (2011)                         | Высшая позиция |
| ----------------------------------- | -------------- |
| США (Billboard Hot 100)             | 61             |
| США (Billboard Hot Country Songs)   | 1              |
| Канада (Billboard Canadian Hot 100) | 78             |
| Канада (Billboard Country)          | 1              |

| Чарт (2011)                  | Позиция |
| ---------------------------- | ------- |
| US Country Songs (Billboard) | 46      |

## Сертификации
| Регион                                                                      | Сертификация | Продажи |
| --------------------------------------------------------------------------- | ------------ | ------- |
| США (RIAA)                                                                  | Золотой      | 500 000 |
| Данные о продажах + прослушиваниях приведены только на основе сертификации. |              |         |